# Orwell (Île-du-Prince-Édouard)
Pour les articles homonymes, voir Orwell.
Orwell est une communauté dans le comté de Queens sur l'Île-du-Prince-Édouard, au Canada, à l'ouest de Montague.
Le professeur canadien, physicien et intellectuel, sir Andrew Macphail est né à Orwell, le 24 novembre 1864. La Sir Andrew Macphail Foundation préserve sa maison et sa propriété de 140 acres à Orwell comme un musée, la Sir Andrew Macphail Homestead. La propriété familiale rurale est le site du projet Macphail Woods Ecological Forestry, un effort commun de la fondation et la coalition environnementale de l'Île-du-Prince-Édouard, pour préserver la vieille forêt acadienne qui couvre une bonne partie de la propriété.
C'est aussi la ville natale de l'homme politique Wilbur MacDonald.